# Zodiak
Zódiak ali živálski króg (latinsko zōdiacus, starogrško ζωδιακός κύκλος: zōdiakós kúklos – živalski krog, izpeljano iz starogrško ζώδιον: zōdion, kar je pomanjševalnica od starogrško ζῶον: zōon – žival) je namišljen pas na nebu, ki se razširja približno 8° na obe strani Sončeve navidezne poti (ekliptike), in vsebuje navidezne poti Lune in planetov Merkurja, Venere, Marsa, Jupitra, Saturna, Urana ter Neptuna. Izsrednost Plutonovega tira je tako velika, da se njegova navidezna pot ne nahaja vzdolž ekliptike kakor pri drugih planetih. Tudi veliko znanstvenikov dolgo ni verjelo, da je majhen Pluton v resnici pravi planet, še posebej od odkritja drugih čezneptunskih teles. Sedaj od leta 2006 Pluton velja za pritlikavi planet.
V astronomiji živalski krog predstavlja zodiakalna ozvezdja, v astrologiji pa niz znamenj. Gre za 12 znamenj, čeprav je eno astronomsko ozvezdje izključeno. Gre za ozvezdje Kačenosca (latinska in mednarodna okrajšava je Oph.). Zahodna astrologija pozna svoj živalski krog, vedska in kitajska astrologija pa svojega.
| Znamenje latinsko ime | Znak          | Astrološki datumi           | Astrološki datumi           | Astronomski datumi (od leta 1977) |
| Znamenje latinsko ime | Znak          | tropski zodiak              | siderski zodiak             | Astronomski datumi (od leta 1977) |
| --------------------- | ------------- | --------------------------- | --------------------------- | --------------------------------- |
| Oven Aries            | oven, ♈︎      | 21. marec - 19. april       | 14. april - 14. maj         | 19. april - 14. maj               |
| Bik Taurus            | bik, ♉︎       | 20. april - 20. maj         | 15. maj - 14. junij         | 14. maj - 21. junij               |
| Dvojčka Gemini        | dvojčka, ♊︎   | 21. maj - 20. junij         | 15. junij - 16. julij       | 21. junij - 21. julij             |
| Rak Cancer            | rak, ♋︎       | 21. junij - 22. julij       | 17. julij - 16. avgust      | 21. julij - 11. avgust            |
| Lev Leo               | lev, ♌︎       | 23. julij - 22. avgust      | 17. avgust - 16. september  | 11. avgust - 17. september        |
| Devica Virgo          | devica, ♍︎    | 23. avgust - 22. september  | 17. september - 17. oktober | 17. september - 31. oktober       |
| Tehtnica Libra        | tehtnica, ♎︎  | 23. september - 23. oktober | 18. oktober - 16. november  | 31. oktober - 23. november        |
| Škorpijon Scorpio     | škorpijon, ♏︎ | 23. oktober - 21. november  | 17. november - 15. december | 23. november - 30. november       |
| Kačenosec Ophiuchus   | kačenosec     |                             |                             | 30. november - 18. december       |
| Strelec Sagittarius   | strelec, ♐︎   | 22. november - 21. december | 16. december - 14. januar   | 18. december - 19. januar         |
| Kozorog Capricornus   | kozorog, ♑︎   | 22. december - 20. januar   | 15. januar - 12. februar    | 19. januar - 16. februar          |
| Vodnar Aquarius       | vodnar, ♒︎    | 21. januar - 18. februar    | 13. februar - 14. marec     | 16. februar - 12. marec           |
| Ribi Pisces           | ribi, ♓︎      | 19. februar - 20. marec     | 15. marec - 13. april       | 12. marec - 19. april             |

Po delitvi ozvezdij Mednarodne astronomske zveze (IAU) jih 27 leži severno in 49 južno od zodiakalnih ozvezdij. Pomembna razlika med astronomskimi ozvezdji in astrološkimi znamenji je v njihovi legi. Zaradi precesije Zemljine vrtilne osi (precesije enakonočij) so astrološka znamenja glede na dejanska zamaknjena, ker Zemljina os ne miruje v prostoru in v enem platonskem letu (približno 25.765 let) opiše plašč stožca, oziroma se zaradi dodatnih pojavov in vplivov giblje po rahli spirali, čeprav zagovorniki astrologije temu ne pridajo nobene pomembnosti.